# Camera del popolo (Repubblica Democratica Tedesca)
La Camera del popolo  (in tedesco Volkskammer) fu il parlamento monocamerale (dal 1958, quando si sciolse la Länderkammer - Camera dei Länder) della Repubblica Democratica Tedesca. Sin dalla fondazione nel 1949 e fino alle prime elezioni libere del 18 marzo 1990, tutti i membri della Volkskammer furono eletti su una lista di partiti capeggiata dal Partito Socialista Unificato di Germania (SED), chiamata Fronte Nazionale. Nonostante l'apparenza di un sistema multi-partitico, tutti i partiti furono effettivamente controllati dal dominante SED. Inoltre alcuni seggi venivano assegnati a varie organizzazioni di massa affiliate al SED, come la Libera Gioventù Tedesca.

## Sviluppo e funzione
La Volkskammer venne formata il 7 ottobre 1949 a Berlino Est dal Deutscher Volksrat. Le prime elezioni parlamentari si sono svolte, fuori del tempo e per un sistema elettorale diverso da quello originariamente previsto, il 15 ottobre 1950. Le elezioni del 1950, come tutte le elezioni, si sono svolte sulla base della Lista unica redatta dal Congresso del Fronte Nazionale, capeggiato dal Partito Socialista Unificato di Germania (SED) e rappresentante il sistema politico della Repubblica Democratica. 
La suddivisione dei seggi parlamentari era prefissata, sulla base di una concezione secondo la quale i deputati non rappresentavano il singolo cittadino, come nella tradizione occidentale, perché dotati di un mandato politico espresso dagli elettori, ma perché rispecchianti socialmente il peso numerico dei ceti componenti l'elettorato. Al SED, che doveva rappresentare l'influente classe operaia, erano dunque assegnati d'ufficio il 25% dei seggi parlamentari, agli altri quattro partiti (CDU, DBD, LDPD, NDPD) il 10,4% ciascuno, ai sindacati (FDGB) il 13,4%, l'8% sia all'organizzazione giovanile della Libera Gioventù Tedesca (FDJ) sia all'Associazione Democratica delle Donne (DFD), mentre i restanti seggi erano appannaggio dell'Unione delle Associazioni Culturali, comprendente artisti, scienziati e docenti universitari.
Wilhelm Pieck (1876-1960) venne eletto nel 1949 dalla Volkskammer Presidente della Repubblica Democratica Tedesca. Dopo la sua morte nel 1960, la funzione di Presidente venne succeduta da quella del Consiglio di Stato della RDT.
I voti della Volkskammer sono stati resi pubblici solo nel periodo di conflitto, nel marzo 1972, quando nel voto sulla legge per l'interruzione della gravidanza e l'introduzione della soluzione a lungo termine degli aborti, 14 deputati dell'Unione Cristiano-Democratica concordarono contro la legge attraverso previa consultazione con la direzione del partito. Questi voti contrari e alcune astensioni, tuttavia, rimasero senza effetto sul processo legislativo e sul termine della soluzione, aumentando invece la legittimità della Volkskammer, perché in questo caso l'impressione pubblica vera e propria sostenne la legge.

## Metodi di lavoro

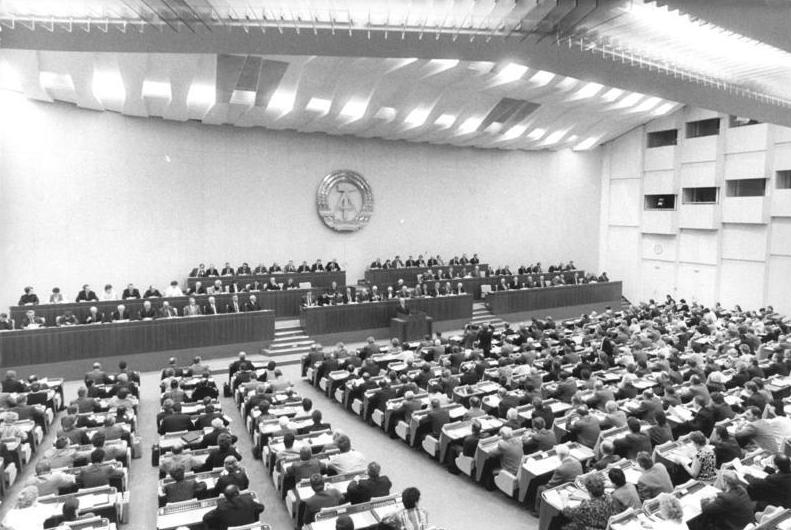
Una seduta della Volkskammer nel 1987

La Volkskammer si è riunita in genere da due a quattro volte l'anno, gli incontri sono stati fondamentalmente pubblici ai sensi del 6 regolamento di procedura. Si sono incontrati dal 1950 al 1976 nel Langenbeck-Virchow-Haus. A partire dal 1976 hanno partecipato ai loro incontri nella piccola sala di recente costruzione, al Palast der Republik. Erano presenti le seguenti commissioni:
- Commissione per gli Affari generali (1950-1963)
- Commissione rappresentativa per la Popolazione locale (1956-1963)
- Commissione per i Problemi Economici e Finanziari (1950-1963)
- Commissione per gli Affari esteri (1950-1990)
- Comitato per il Lavoro e la Salute (1950-1958)
- Commissione per l'Assistenza Sanitaria (1958-1990)
- Commissione per il Lavoro e le Politiche Sociali (1958-1990)
- Commissione per il Commercio e Approvvigionamento (1963-1990)
- Commissione per le Petizioni e per gli Ingressi dei Cittadini (1950-1990)
- Commissione per il Regolamento (1950-1990)
- Commissione per le Libertà condizionali (1950-1963), successivamente compito assorbito dal Consiglio di Stato della Repubblica Democratica Tedesca
- Commissione per il Bilancio e le Finanze (1950-1990)
- Credenziali del Comitato (1963-1990)
- Comitato per la Gioventù (1950-1990)
- Commissione per la Giustizia (1950-1963)
- Commissione per la Difesa Nazionale (1963-1990)
- Commissione per l'Industria, l'Edilizia e i Trasporti (fino al 1990)
- Commissione per l'Agricoltura e la Silvicoltura (1950-1990)
- Commissione per l'Educazione e la Cultura (1954-1958)
- Commissione per la Cultura (1958-1990)
- Commissione per la Pubblica Istruzione (1958-1990)
- Commissione Giuridica (1950-1963)
- Commissione per le Elezioni (1950-1963)
- Commissione Costituzionale
- Commissione Costituzionale e Giuridica (1950-1990)

## Composizione dell'Assemblea
La Volkskammer fino al 1963 aveva 400 seggi, che in seguito furono innalzati a 500, per poi tornare a 400 nel 1990. Per la V legislatura (1967-1971) ci sono stati a Berlino 66 rappresentanti della Volkskammer a titolo consultivo, che erano parlamentari ordinari. Dalla fine del 1958 hanno partecipato alle riunioni e ai lavori del comitato 100 deputati, successivamente 200 candidati che parteciparono come successori. 
Sulla base della predeterminazione dei seggi da parte del Congresso del Fronte Nazionale, composto dal SED, dai suoi partiti satellite e dalle varie organizzazioni di massa, la Camera del popolo era composta nel seguente modo: 

Seggi nella Volkskammer dopo le elezioni del 1981. Ciascun partito è identificato da un colore: per la legenda si veda la tabella proposta a latere.

| Partito/Associazione | Partito/Associazione                             | Seggi     | Percentuale |
| -------------------- | ------------------------------------------------ | --------- | ----------- |
|                      | Partito Socialista Unificato di Germania (SED)   | 127 / 500 | 25%         |
|                      | Libera federazione dei sindacati tedeschi (FDGB) | 68 / 500  | 13,6%       |
|                      | Unione Cristiano-Democratica di Germania (CDU)   | 52 / 500  | 10,4%       |
|                      | Partito Liberal-Democratico di Germania (LDPD)   | 52 / 500  | 10,4%       |
|                      | Partito Democratico Rurale di Germania (DBD)     | 52 / 500  | 10,4%       |
|                      | Partito Nazional-Democratico di Germania (NDPD)  | 52 / 500  | 10,4%       |
|                      | Libera gioventù tedesca (FDJ)                    | 40 / 500  | 8%          |
|                      | Lega democratica delle donne (DFD)               | 35 / 500  | 7%          |
|                      | Unione delle Associazioni Culturali (Kulturbund) | 22 / 500  | 4,4%        |
| Totale               | Totale                                           | 500 / 500 | 100%        |

## Libere elezioni della Volkskammer del 1990

Seggi nella Volkskammer dopo le elezioni del 1990

Dopo il 1989 venne innescata una protesta cittadina con conseguenza di una svolta politica nella RDT, dove si tennero le elezioni parlamentari libere il 18 marzo 1990. Il potere del Parlamento ora corrispondeva per la prima volta ai parlamenti delle democrazie borghesi. La Volkskammer creò la Ländereinführungsgesetz, che garantiva la creazione di nuovi stati federati che avrebbero fatto parte della Repubblica Federale di Germania una volta attuata l'annessione. La RDT tramontò il 3 ottobre 1990, data dalla riunificazione tedesca. 
Nel corso della riunione inaugurale del 5 aprile, all'Ufficio di presidenza della Volkskammer vennero affidati i poteri del Consiglio di Stato. Il giorno stesso al presidente di sezione della Volkskammer, Sabine Bergmann-Pohl (CDU), venne affidato il potere di Capo di Stato della Repubblica Democratica Tedesca: fu l'ultimo prima della cessazione della RDT e della riunificazione con la RFG.
Il 12 aprile 1990 venne eletto Presidente del Consiglio dei ministri della Repubblica Democratica Tedesca Lothar de Maizière (CDU), votato con 9 astensioni, 108 voti contrari e 265 favorevoli. I deputati confermarono successivamente il blocco al Governo de Maizière.
Nel suo storico incontro del 23 agosto 1990 la Volkskammer decise l'adesione della RDT alla Repubblica Federale di Germania, che si sarebbe attuata il 3 ottobre 1990 assieme alla fine della Repubblica Democratica come soggetto di diritto internazionale.

## Presidenti della Camera del popolo
Il Presidente della Camera (in tedesco: Präsident(in) der Volkskammer) stava a capo della Volkskammer ed esercitava le funzioni di presidente supplente in sostituzione del Presidente della Repubblica Democratica Tedesca in ogni caso in cui questi non avesse potuto svolgerle, funzione resa di fatto inoperante dalla creazione del Consiglio di Stato, ma riesumata allo scioglimento di quest'ultimo, quando Bergmann-Pohl svolse tale compito fino alla soppressione dello Stato il 3 ottobre 1990.
| Presidente  | Presidente | Presidente           | Partito                                        | Mandato          | Mandato          | Legislatura |
| Presidente  | Presidente | Presidente           | Partito                                        | Inizio           | Fine             | Legislatura |
| ----------- | ---------- | -------------------- | ---------------------------------------------- | ---------------- | ---------------- | ----------- |
|             |            | Johannes Dieckmann   | Partito Liberal-Democratico di Germania (LDPD) | 7 ottobre 1949   | 22 febbraio 1969 | AC (1949)   |
| I (1950)    |            | Johannes Dieckmann   | Partito Liberal-Democratico di Germania (LDPD) | 7 ottobre 1949   | 22 febbraio 1969 |             |
| II (1954)   |            | Johannes Dieckmann   | Partito Liberal-Democratico di Germania (LDPD) | 7 ottobre 1949   | 22 febbraio 1969 |             |
| III (1958)  |            | Johannes Dieckmann   | Partito Liberal-Democratico di Germania (LDPD) | 7 ottobre 1949   | 22 febbraio 1969 |             |
| IV (1963)   |            | Johannes Dieckmann   | Partito Liberal-Democratico di Germania (LDPD) | 7 ottobre 1949   | 22 febbraio 1969 |             |
| V (1967)    |            | Johannes Dieckmann   | Partito Liberal-Democratico di Germania (LDPD) | 7 ottobre 1949   | 22 febbraio 1969 |             |
|             |            | Gerald Götting       | Unione Cristiano-Democratica di Germania (CDU) | 12 maggio 1969   | 29 ottobre 1976  |             |
| VI (1971)   |            | Gerald Götting       | Unione Cristiano-Democratica di Germania (CDU) | 12 maggio 1969   | 29 ottobre 1976  |             |
|             |            | Horst Sindermann     | Partito Socialista Unificato di Germania (SED) | 29 ottobre 1976  | 13 novembre 1989 | VII (1976)  |
| VIII (1981) |            | Horst Sindermann     | Partito Socialista Unificato di Germania (SED) | 29 ottobre 1976  | 13 novembre 1989 |             |
| IX (1986)   |            | Horst Sindermann     | Partito Socialista Unificato di Germania (SED) | 29 ottobre 1976  | 13 novembre 1989 |             |
|             |            | Günther Maleuda      | Partito Democratico Rurale di Germania (DBD)   | 13 novembre 1989 | 5 aprile 1990    |             |
|             |            | Sabine Bergmann-Pohl | Unione Cristiano-Democratica di Germania (CDU) | 5 aprile 1990    | 2 ottobre 1990   | X (1990)    |